# ヴィローチャナ
ヴィローチャナ (Virocana) は、インド神話や仏教説話で古くから、アスラ（阿修羅）族の王とされる。

## 解説
ヴィローチャナはアスラ王ヒラニヤカシプの孫にあたり、プラフラーダの子である。アスラ王バリの父である。ダイティヤ族のアスラである。
『チャーンドーギャ・ウパニシャッド』第8章において、デーヴァ神群の王インドラ（帝釈天）、アスラ族の王ヴィローチャナが「本当のアートマン（自我）とは何か」という真理を求め創造主（プラジャーパティ）の元を訪れ32年間修業したとある。その奥義を得てヴィローチャナは満足し、アスラたちに伝えたという。
ヴィローチャナとインドラがプラジャーパティに聞いた真理とは「美しい飾りをつけ、水や鏡に映る身像、それこそ自我であり、梵（宇宙の真理）である」というものであったという。ヴィローチャナはこれを聞いて満足して帰った。しかし、インドラはこの嘘（盲目の人は水面の姿を見ることができないではないか）に気がつき、プラジャーパティの元に戻り再度プラジャーパティに質問した。するとプラジャーパティは「そうだ」と言い、それを聞いたインドラはさらにプラジャーパティの元で32年間修行した。次に聞いた梵は「夢こそアートマン」という答えであった。最初納得して帰ったインドラだが、ふと足を止めて「悪夢を見たらそれがアートマンである。そんなのがアートマンであるはずがない」として師のところに戻ると師は「そうだ」といい、さらに数年間修業し最終的には夢の中にある「無我」こそアートマンという真なる答えをインドラはようやく得る。
しかし、インドラは、
と納得していない。師のところに戻ると師は「そうだ」といい、さらに数年間修業し最終的には「真我」こそアートマンという真なる答えをインドラはようやく得る。なお仏教のアートマンは「無我」でヒンドゥー教正統派は「真我」をアートマンとする。
また、この故事が原因で宮坂宥勝（高野山大学）によると「インドの古代文献で唯物論者(Cāruāka)を呼ぶのにAsura（ときとしてRākṣasa, Yaksa）の呼称を用いること、しばしばであると想起したい、と思う」と記述している。ヴィローチャナが奥義とした「身体自我説」は非アーリア系民族が生み出した奥義として下劣なものとされた。
仏典では『サンユッタ・ニカーヤ』11篇第一章第八節「阿修羅の主であるヴィローチャナ（あるいは目的）」に登場しており、対応する求那跋陀羅訳『雑阿含経』の漢文（一一一九）では「鞞盧闍那子婆稚阿修羅王」と表記される。この経典には釈迦の前でサッカ（帝釈天）と対話するシーンが収められている。帝釈天が「怒り狂う他人を静止するためには『耐え忍び、静かにしていること』だ」と言った。また「人は目的が達成まで努力せねばならぬ。目的が達成されたのならば耐え忍ぶことより優れたものはない」の言ったに対し、ヴィローチャナは「耐え忍ぶという部分に過失がある。これでは愚者はますます増長してしまう」と言ったという。さらに「一切の生き物は目的を目指して生まれたものであり、分に応じて努力が達成されたのならば、享楽は目的に応じて享受することが最高である。」とヴィローチャナが徳目を説いて付け加えて返した、という内容である。